# Christian Arnesen
Christian Aleksander Arnesen (ur. 26 lipca 1890 w Oslo, zm. 18 października 1956 tamże) – norweski zapaśnik, uczestnik Igrzysk w 1912 w Sztokholmie.

## Letnie Igrzyska Olimpijskie 1912
| Konkurencja                   | Runda grupowa         | Runda grupowa            | Runda grupowa         | Runda grupowa                  | Runda grupowa                  | Runda grupowa                  | Runda grupowa                  | Finał                          | Klas. końcowa |
| Konkurencja                   | Przeciwnik I          | Przeciwnik II            | Przeciwnik III        | Przeciwnik IV                  | Przeciwnik V                   | Przeciwnik VI                  | Przeciwnik VII                 | Finał                          | Miejsce       |
| ----------------------------- | --------------------- | ------------------------ | --------------------- | ------------------------------ | ------------------------------ | ------------------------------ | ------------------------------ | ------------------------------ | ------------- |
| styl klasyczny, waga piórkowa | Josef Beránek (BOH) W | Pawieł Pawłowicz (RUS) P | Arvid Beckman (SWE) P | → Odpadł z dalszej rywalizacji | → Odpadł z dalszej rywalizacji | → Odpadł z dalszej rywalizacji | → Odpadł z dalszej rywalizacji | → Odpadł z dalszej rywalizacji | trzecia runda |